# كلية المجتمع في شمالي إسيكس
كلية المجتمع في شمالي إسكس [[إنج|Northern Essex Community College]] هي كلية مجتمع عامة في مقاطعة إسيكس، ماساتشوستس. تخدم الكلية سكان وادي ميريماك وجنوب نيو هامبشاير. لها حرم جامعي في هافيرهيل ولورنس. الكلية هي جزء من نظام التعليم العالي في ولاية ماساتشوستس. التحق أكثر من 6,600 طالباً في 70 برنامجًا، بينما يحضر 3400 طالب آخر دروسًا في تنمية القوى العاملة وتعليم المجتمع في الحرم الجامعي، وفي الأعمال التجارية ومواقع المجتمع الإلكترونية عبر وادي مريماك.
كانت هذه الكلية الواقعة في شمالي إسكس أول كلية مجتمع في ولاية ماساتشوستس تقدم التعليم القائم على الكفاءة. كما أنها تستضيف أكاديمية الشرطة في كلية المجتمع في شمال إسيكس،  وأكاديمية مقاطعة شريف مقاطعة إسيكس.
تقدم كلية مجتمع شمال إسكس برنامجًا رياضيًا نشطًا. ويقدم كرة السلة للرجال، والبيسبول، والمسار داخل المدينة وخارجها. هناك أيضًا كرة طائرة للسيدات، وكرة خفيفة، داخل المدينة وخارجها.

## التاريخ
في خريف عام 1961م، فتحت كلية مجتمع شمالي إسكس أبوابها لـ 186 طالبًا في مدرسة جرينليف الابتدائية في ذلك الوقت وذلك في شارع تشادويك في برادفورد. وكان معظمهم من حديثي التخرج من مدرسة هافرهيل الثانوية وكذلك المدارس الثانوية في المدن المحيطة. تحظى الكلية بشعبية منذ البداية، وفي عام 1971م بني حرم هافرفيل في مكان صاخب قبالة الطريق 110. افتتح مبنى ديميتري في لورانس في عام 1991م، تلاه مركز لويز هافنر فورنييه التعليمي في عام 2005م، ومدرسة نيس، ريفرووك في عام 2010م. أضاف الحرم الجامعي أحدث مبنى له، وهو مبنى الحفني للصحة والتكنولوجيا، في عام 2014م.

## أكاديميون
تقدم كلية المجتمع في شمالي إسيكس أكثر من 70 درجة وشهادة جامعية، مصنفة في 14 مجالًا من مجالات الدراسة:
- فن
- أعمال
- فنون التواصل
- علوم المعلومات الحاسوبية
- العدالة الجنائية
- دراسات الصم
- التعليم
- دراسات عامة
- الصحة
- الخدمات الإنسانية
- الفنون الليبرالية
- الفنون التمثيلية
- علم التكنولوجيا والهندسة

## مواقع

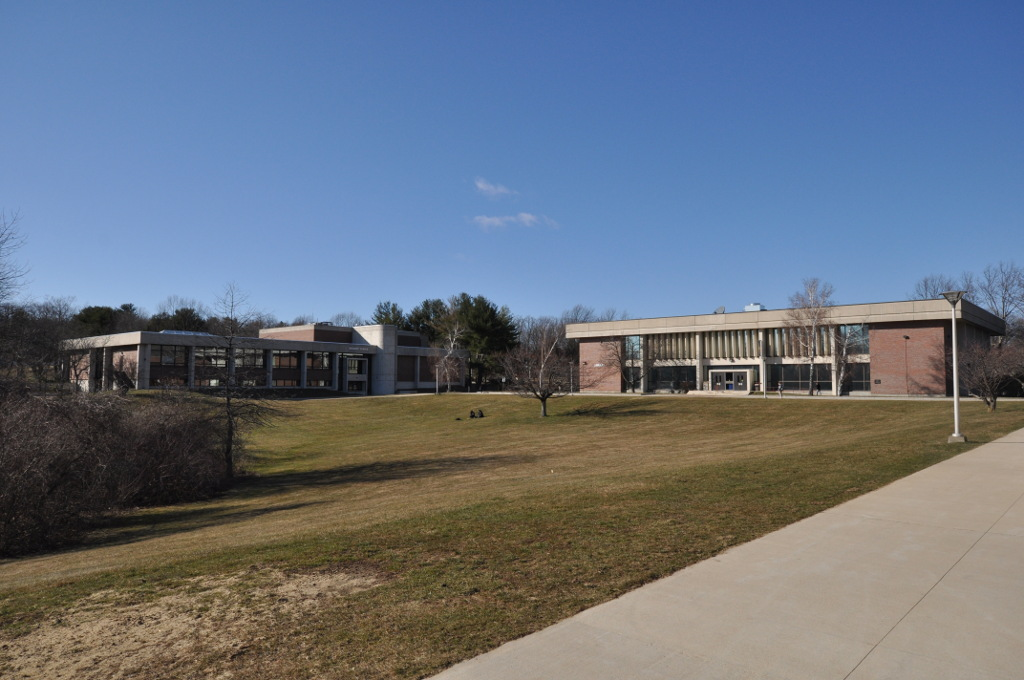
منظر للحرم الجامعي في هافرهيل

تضم الكلية حرم هافرهيل الريفي الذي تبلغ مساحته 106 فدان (100 شارع إليوت) والذي يضم سبعة مباني في الحرم الجامعي بما في ذلك مركز ديفيد هارتليب للتكنولوجيا (الذي تم بناؤه في عام 2005) ومركز بهرخيس للطلبة الجامعيين. يوجد حاليًا ستة مواقع في مدينة لورانس القريبة: مبنى ديميتري (45 شارع فرانكلين)؛ iHealth @ NECC (45 Franklin Street)، The Louise Haffner Fournier Education Center (78 Amesbury Street)؛ NECC Riverwalk (360 Merrimack Street ، قبالة الطريق السريع 495 ؛ مركز الدكتور إبراهيم الحفني للصحة والتكنولوجيا التابع للحلفاء (414 Common Street)؛ ومرفق آخر في 420 Common Street.

## المنشورات
نيس هي موطن ل بارناسوس، وهي مجلة للفنون الأدبية الحائز على جائزة معترف بها وطنيا. بارناسوس هي مجلة أدبية يديرها الطلاب وتنشر سنويًا وتتميز بأعمال الطلاب في شكل خيال وشعر وقصص إبداعية وفن وتصوير. في الآونة الأخيرة، حصل بارنا سوس2011م على جائزة باك ماكر المرموقة من أسوسيشتد كوليقيت برس،  وكانت الأفضل على مستوى الأمة في الكليات لمدة عامين. حصلت نسخة 2013 مؤخرًا على المركز الأول في القسم الشرقي من جوائز كلية المجتمع للعلوم الإنسانية  للعام الخامس على التوالي. يضم بارناسوس بانتظام مؤلفين ضيوف خاصين من منطقة نيو إنجلاند كل عام، ومن بين الضيوف السابقين ستيف ألموند، وأندريه دوبوس الثالث، وستيفن كينج، ومؤخرًا غريغوري ماجوير.
مرصد نيس هي صحيفة طلابية حائزة على جوائز في الكلية. يدير الطلاب هذه الورقة وقد سبق لهم الفوز بالميدالية الذهبية من جمعية الصحافة الكولومبية.يشجع جميع الطلاب على الكتابة للصحيفة.

## خريجون بارزون
- توم بيرجيرون، حضر نيس 74 - 75، شخصية تلفزيونية
- الدكتور جون سانتوس، 80، مؤسس نيتشرز كلاس روم
- دانييل ليون، 83، كاتب مجلة فورتشن
- ستيف بدروسيان، 77 عامًا، لاعب البيسبول الرئيسي السابق وفاز بجائزة دوري الشباب للعام 1987م
- ديفيد فوزي، حضر '67 - '68، قاعة مشاهير طبل فيلق العالم، قاعة مشاهير المعلمين في ماساتشوستس، بروفيسور بيركلي، كلية الموسيقى

## روابط خارجية
- الموقع الرسمي